# 932

## Narození
- ? – Abú Firás al-Hamdání, princ i arabský básník ze Sýrie († 968)

## Hlavy států
- České knížectví – Václav I. (Boleslav I. za předpokladu Václavova úmrtí 929)
- Papež – Jan XI.
- Anglické království – Ethelstan
- Skotské království – Konstantin II. Skotský
- Východofranská říše – Jindřich I. Ptáčník
- Západofranská říše – Rudolf Burgundský
- Uherské království – Zoltán
- První bulharská říše – Petr I. Bulharský
- Byzanc – Konstantin VII. Porfyrogennetos